# Arthur Fonjallaz
Pour les articles homonymes, voir Fonjallaz.
Arthur Fonjallaz est une personnalité militaire suisse et un militant fasciste et antimaçon, né le 2 janvier 1875 à Prilly et mort le 24 janvier 1944 à Saint-Moritz.

## Biographie

### Origines et famille
Arthur Robert Gaston Fonjallaz naît le 2 janvier 1875 à Prilly, dans le canton de Vaud, plus précisément à l'hôpital de Cery où sa mère est internée. 
Il est originaire de Lutry. Son père, Charles Fonjallaz, vigneron et colonel, est député radical au Grand Conseil du canton de Vaud de 1849 à 1861 et syndic de Cully de 1870 à 1879 ; sa mère, née Susanne Marie Augustine Hermessant, est la fille d'un peintre.
Il épouse Emmy Margaretha Gelzer, avec qui il a deux fils, Gaston et René Fonjallaz (de). Ce dernier, le cadet, devenu journaliste et également très engagé au sein de l'extrême-droite (il soutiendra le régime de Vichy et s'exilera à Ibiza sous Franco), participe aux Jeux olympiques d'hiver de 1928 en bobsleigh à quatre et remporte la médaille d'argent dans cette discipline aux championnats du monde de 1931.

### Études, carrière militaire et parcours professionnel
Il fait ses études secondaires dans différentes écoles, puis entre à l'Académie militaire de Modène, où naît son italophilie. Il rentre en Suisse en 1895 et monte rapidement en grade. Il mène en parallèle des études de sciences sociales et politiques à l'Université de Lausanne, où il obtient un doctorat en 1922. Il démissionne de l'armée en 1923, alors qu'il a le grade de colonel brigadier, à la suite de divers conflits dans l'armée suisse. Il préside par ailleurs le Comité olympique suisse de 1922 à 1923. 
De 1931 à 1933, il est chargé de cours à la section militaire de l'École polytechnique fédérale de Zurich. Il mène à la même période des affaires financières désastreuses. 

### Parcours politique
Arthur Fonjallaz est membre du Parti des paysans, artisans et indépendants de 1927 à 1932, puis évolue par étapes vers l'extrême-droite. Il milite ainsi au sein de la Heimatwehr (de) de 1932 à 1934.
Après avoir fondé à Rome en 1933 la Fédération fasciste suisse, il s'en prend à la franc-maçonnerie : il tente de modifier la Constitution fédérale pour l'interdire en lançant une initiative populaire, qui est rejetée en votation à 68 % le 28 novembre 1937.
Il participe au Congrès international fasciste de Montreux en décembre 1934[réf. souhaitée].
Il est condamné en février 1941 avec Georges Oltramare à trois ans de prison et cinq ans de privation de droits civiques par la Cour pénale fédérale pour activité d’agent stipendié du Troisième Reich allemand et d’exécuteur docile de la propagande allemande contre la Suisse. De plus la Cour pénale précise dans sa condamnation le caractère particulièrement haineux des attaques contre la Suisse et la bassesse de caractère manifesté en devenant agent des services allemand d'espionnage. Il est libéré sous caution deux ans plus tard, en avril 1943.

### Mort
Il meurt le 24 janvier 1944 à Saint-Moritz, dans le canton des Grisons, à l'âge de 69 ans.

## Sources
- Claude Cantini, Le colonel fasciste suisse : Arthur Fonjallaz, P.-M. Favre, 1973, 216 p.
- Denis Masmejan, « Quand les frontistes s'en prirent aux francs-maçons », Le Temps,‎ 29 juillet 2008 (lire en ligne)